# Mission archéologique française du Bubasteion
Pour les articles homonymes, voir Mission archéologique française.
La mission archéologique française du Bubasteion (MAFB) est une équipe française de recherche en archéologie sur le site de Saqqarah (Égypte). Créée en 1986 par Alain Zivie, directeur de recherche au CNRS (UMR 8567), il en assure la direction depuis l'origine. La MAFB doit son nom au fait que ses recherches ont lieu à l'intérieur du périmètre connu sous le nom grec de Bubasteion, qui abritait le sanctuaire de la déesse Bastet et les catacombes de chats momifiés.
La MAFB a pour base la maison de Jean-Philippe Lauer à Saqqarah.
La mission archéologique française du Bubasteion dépend pour l'essentiel de ses moyens du ministère des Affaires étrangères et travaille en étroite collaboration avec le Conseil suprême des Antiquités égyptiennes. Elle a également reçu l'aide technique de la faculté d'ingénierie et du centre d'ingénierie pour l'archéologie de l'université du Caire.
Un soutien lui a été également apporté par les principales compagnies travaillant à la construction et à l'extension du métro du Caire.